# Robert McNeill Alexander
Robert McNeill (Neill) Alexander, CBE FRS (7 de julho de 1934 — 21 de março de 2016) foi um zoólogo britânico, e uma das maiores autoridades no campo da biomecânica. Até 1970, ele estava preocupado principalmente com peixes, investigando a mecânica de bexigas natatórias, e rabos de peixe mandíbula mecanismos. Posteriormente, ele concentrou-se na mecânica da locomoção terrestre, nomeadamente andar e correr em mamíferos, particularmente na marcha de seleção e de sua relação com a anatomia e o projeto estrutural do esqueleto e músculos.

## A educação e a infância
Nascido em Lisburn, Irlanda do Norte, Alexander foi educado na Universidade de Cambridge (MA, PhD) e a Universidade do País de Gales (DSc). Sua pesquisa de Doutorado foi supervisionada por James Gray.

## Vida pessoal
Alexandre casou com Ann Elizabeth Coulton, em 1961. Ele morreu em 2016, aos 81 anos de idade.